# コムネン・アンドリッチ
コムネン・アンドリッチ（セルビア語: Комнен Андрић, Komnen Andrić、1995年7月1日 - ）は、セルビア・バリェヴァツ・ナ・イブル出身のサッカー選手。プルヴァHNL・HNKリエカ所属。ポジションはフォワード。

## クラブ経歴
2013年2月、FKラド・ベオグラードとの試合でプロデビューを果たし、8月17日のFKナプレダク・クルシェヴァツ戦でプロ初得点を記録した。
2016年7月、プリメイラ・リーガのCFベレネンセスに移籍。しかし、ここでは思うように出場機会を得れず、2017年2月9日にFKジャルギリスへとレンタルした。
2017年8月31日、NKインテル・ザプレシッチに移籍した。
2019年1月19日、NKディナモ・ザグレブに5年契約で移籍した。
2020年2月10日、2019-20シーズン終了までインテル・ザプレシッチにレンタル移籍した。
2022年7月15日、クレルモン・フットへ完全移籍。
2024年8月7日、HNKリエカに2年契約で移籍した。